# Championnat du Niger de football 2018-2019
Navigation
Édition précédente Édition suivante
La saison 2018-2019 du Championnat du Niger de football est la quarante-neuvième édition de la Ligue 1, le championnat national de première division au Niger. Les quatorze équipes engagées sont regroupées au sein d'une poule unique où elles affrontent deux fois leurs adversaires, à domicile et à l'extérieur. En fin de saison, les deux derniers du classement final sont directement relégués et remplacés par les deux meilleures formations de deuxième division.
C'est l'AS Sonidep, tenante du titre, qui remporte à nouveau la compétition cette saison après avoir terminé en tête du classement final, avec six points d'avance sur l'AS Police et quatorze sur l'ASGNN. C'est le second titre de champion du Niger de l'histoire du club, qui réalise même le doublé en s'imposant en finale de la Coupe du Niger face à l'US Gendarmerie Nationale.

## Qualifications continentales
Le champion du Niger se qualifie pour la Ligue des champions de la CAF 2019-2020. La place en Coupe de la confédération 2019-2020 est réservée au vainqueur de la Coupe du Niger. Si un club réalise le doublé, c'est le finaliste de la Coupe qui obtient son billet pour la compétition.

## Participants
- AS Douanes
- ASGNN
- ASFAN Niamey
- Jangorzo FC
- Akokana FC
- Urana FC
- AS Police
- US Gendarmerie Nationale
- AS Sonidep
- Racing Boukoki
- ASN Nigelec FC
- Sahel SC
- JS Tahoua - Promu de D2
- Espoir FC

## Compétition

### Classement
Le classement est établi sur le barème de points suivant : victoire à 3 points, match nul à 1, défaite à 0.
| Rang | Équipe                   | Pts | J  | G  | N  | P  | Bp | Bc | Diff |
| ---- | ------------------------ | --- | -- | -- | -- | -- | -- | -- | ---- |
| 1    | AS Sonidep'T'C           | 58  | 26 | 17 | 7  | 2  | 37 | 13 | +24  |
| 2    | AS Police                | 52  | 26 | 15 | 7  | 4  | 38 | 21 | +17  |
| 3    | ASGNN                    | 44  | 26 | 12 | 8  | 6  | 33 | 24 | +9   |
| 4    | ASFAN Niamey             | 41  | 26 | 11 | 8  | 7  | 30 | 21 | +9   |
| 5    | Sahel SC                 | 41  | 26 | 10 | 11 | 5  | 35 | 28 | +7   |
| 6    | US Gendarmerie Nationale | 35  | 26 | 10 | 5  | 11 | 27 | 27 | 0    |
| 7    | ASN Nigelec FC           | 32  | 26 | 7  | 11 | 8  | 32 | 20 | +12  |
| 8    | Racing Boukoki           | 31  | 26 | 7  | 10 | 9  | 27 | 34 | -7   |
| 9    | AS Douanes               | 28  | 26 | 6  | 10 | 10 | 20 | 20 | 0    |
| 10   | Jangorzo FC              | 28  | 26 | 7  | 7  | 12 | 25 | 38 | -13  |
| 11   | Espoir FC                | 27  | 26 | 7  | 6  | 13 | 19 | 46 | -27  |
| 12   | Urana FC                 | 24  | 26 | 4  | 12 | 10 | 23 | 27 | -4   |
| 13   | JS Tahoua                | 24  | 26 | 5  | 9  | 12 | 23 | 36 | -13  |
| 14   | Akokana FC               | 20  | 26 | 3  | 11 | 12 | 15 | 29 | -14  |

|  | Qualification pour la Ligue des champions de la CAF 2019-2020                         |
|  | Qualification pour la Coupe de la confédération 2019-2020                             |
|  | Relégation directe en deuxième division                                               |
|  | T : Tenant du titre C : Vainqueur de la Coupe du Niger P : Promu de Deuxième division |

## Bilan de la saison
| Championnat du Niger de football 2018-2019 |                          |
| Champion                                   | AS Sonidep (2e titre)    |
| Coupes et trophées                         |                          |
| Vainqueur de la Coupe du Niger 2018-2019   | AS Sonidep               |
| Qualifications continentales               |                          |
| Ligue des champions de la CAF 2019-2020    | AS Sonidep               |
| Coupe de la confédération 2019-2020        | US Gendarmerie Nationale |
| Promotions et relégations                  |                          |
| Promus en Ligue 1                          | Olympic FC               |
| Promus en Ligue 1                          | JS Ader                  |
| Relégués en Deuxième division              | JS Tahoua                |
| Relégués en Deuxième division              | Akokana FC               |